# Sissela Kyle
Sissela Maria Kyle (født 17. marts 1957 i Göteborg) er en svensk skuespillerinde og komiker.

## Liv og karriere
Hun voksede op i Partille uden for Göteborg. I sin opvækst var Kyle meget interesseret i teater, og hun blev en del af en lokal teatergruppe. Efter at have flyttet hjemmefra i 1976 begyndte Sissela Kyle at arbejde som lærervikar, og i 1978 blev hun optaget på Teaterhögskolan i Stockholm. Hun studerede i samme klasse som Peter Stormare, Jessica Zandén, Maria Johansson og Tomas Norström.
Kyle har optrådt på flere teatre som Stockholms stadsteater, Dramaten og Boulevardteatern. Hun etablerede sig først som komiker, men har også spillet seriøse roller i teaterforestillinger som Onkel Vanja. På film har hun blandt andet medvirket i Hånden på hjertet (2000) og Kops (2003), samt tv-serier som Rederiet, Skærgårdsdoktoren og Alt og Eva.

## Privatliv
Siden 2011 har Sissela Kyle været i et forhold med psykologen Per Naroskin. Hun har to børn fra et tidligere forhold.

## Udvalgt filmografi
- Studenten (tv-film, 1982)
- Zoombie (tv-serie, 1983)
- Än sen då?! (kortfilm, 1986)
- Rederiet (tv-serie, 1993)
- Svensson, Svensson (tv-serie, 1994)
- Skærgårdsdoktoren (tv-serie, 1998)
- Dødelig drift (1999)
- Hånden på hjertet (2000)
- Naken (2000)
- Kops (2003)
- Frøken Sverige (2004)
- Bombay Dreams (2004)
- Bang Bang Orangutang (2005)
- Min kones første elsker (2006)
- Kommissæren og havet (tv-serie, 2007)
- Vi hade i alla fall tur med vädret – igen (2008)
- Benny begins (2009)
- Ego (2013)
- Lea og skovpiraterne (animationsfilm, 2015)
- Fyr og flamme (2019)
- Bamse og Vulkanøen (animationsfilm, 2021)
- Kenny Starfighter (tv-serie, 2022)
- Et sidste race (2023)
- Alt og Eva (tv-serie, 2024)
- Doktrinen (tv-serie, 2024)
- Blindspår (tv-serie, 2025)